# Triplophysa tanggulaensis
Triplophysa tanggulaensis är en fiskart som först beskrevs av Zhu 1982.  Triplophysa tanggulaensis ingår i släktet Triplophysa och familjen grönlingsfiskar. Inga underarter finns listade i Catalogue of Life.